# J'ai été recalé, mais...
Pour plus de détails, voir Fiche technique et Distribution.
J'ai été recalé, mais... (落第はしたけれど, Rakudai wa shitakeredo) est un film japonais muet réalisé par Yasujirō Ozu, sorti en 1930. Le film est une satire de la vie dans un internat.

## Synopsis
Takahashi prépare son examen et écrit des anti-sèches sur les poignets de sa chemise. Mais la bien attentionnée Sayoko, lui lave cette chemise et il échoue. Dans un contexte de crise économique et de chômage endémique, les étudiants ayant réussi leur examen ne parviennent pas à trouver du travail. Takahashi lui, grâce à l'argent de ses parents, continue à bien profiter de la vie.

## Fiche technique
- Titre original : 落第はしたけれど (Rakudai wa shitakeredo?)[1]
- Titre français : J'ai été recalé, mais...
- Réalisation : Yasujirō Ozu
- Scénario : Akira Fushimi, d'après une idée de Yasujirō Ozu
- Photographie : Hideo Shigehara
- Cadreur : Yūharu Atsuta
- Montage : Hideo Shigehara
- Décors : Yonekazu Wakita
- Société de production : Shōchiku
- Pays d'origine :  Empire du Japon
- Format : noir et blanc — 1,37:1 — 35 mm — film muet
- Genre : comédie dramatique
- Durée : 64 minutes[1] (métrage : six bobines - 1 765 m[2])
- Date de sortie :
  - Empire du Japon : 11 avril 1930[2]

## Distribution
- Tatsuo Saitō : Takahashi, l'étudiant
- Kaoru Futaba : Okane, la propriétaire
- Kinuyo Tanaka : Sayoko, la serveuse du café
- Tomio Aoki : le fils de la propriétaire
- Chishū Ryū : Hattori, un camarade de classe
- Hiroo Wakabayashi : un professeur
- Ikkō Ōkuni : un professeur
- Dekao Yokoo : Ōmura, un étudiant recalé
- Tokio Seki : Koike, un étudiant recalé
- Ichirō Tsukita : Sugimoto, un camarade de classe

## Autour du film
Dans une interview pour le journal Kinema Junpō, Ozu déclare à propos de ce film : « C'était un film court. Pour la première fois, j'ai donné un rôle important à Chishū Ryū bien qu'il ait figuré dans mes films précédents ».